# Kvantna fluktuacija
Kvántna fluktuácija (fluktuácija vákuumskega stánja ali vákuumska fluktuácija) je v kvantni mehaniki trenutna sprememba količine energije v točki prostora, ki ga opisuje Heisenbergovo načelo nedoločenosti.
To omogoča nastanek parov osnovnih delcev in njihovih antidelcev kot virtualnih delcev. Učinki teh delcev so merljivi, na primer v efektivnem naboju elektrona, ki je različen od njegovega »golega« osnovnega naboja.
Kvantne fluktuacije so bile verjetno zelo pomembne pri izvoru zgradbe vesolja. Nepravilnosti v zgodnjem Vesolju se kažejo v prasevanju. Po modelu razširjajoče inflacije so se tedanje obstoječe fluktuacije pri njenem začetku ojačale in tvorile seme trenutno opazljivega vesolja. Za trenutno pospešeno širjenje Vesolja je lahko odgovorna tudi vakuumska energija (kozmološka konstanta).
Po eni formulaciji načela nedoločenosti sta energija in čas povezana z zvezo (Mandelštam-Tammova enačba):
{\displaystyle \delta E\ \delta t\geq {\frac {h}{4\pi }}\!\,.}
Po sodobnem pogledu se energija vedno ohranja. Ker pa operator števila delcev ni komutativen s Hamiltonovo funkcijo polja ali energijskim operatorjem, najnižja energija ali osnovno stanje, velikokrat imenovano vakuumsko stanje, ni, kakor bi se iz imena pričakovalo, stanje brez delcev, ampak bolj kvantna superpozicija lastnih vrednosti števila delcev s številom delcev 0, 1, 2, ... itd.

## Kvantne fluktuacije polja
Kvantna fluktuacija je začasna pojavitev energijskih delcev iz praznega prostora kakor jo dovoljuje načelo nedoločenosti. Ta pravi, da je za vsak par konjugiranih spremenljivk, kot sta lega/gibalna količina ali energija/čas, istočasno nemogoče točno poznati določeno vrednost ene spremenljivke v paru. Par delcev se lahko na primer pojavi iz vakuuma v zelo kratkem času.
Razširitev je primerna za »nedoločenost v času« in »nedoločenost v energiji« vključno z energijo mirovne mase {\displaystyle mc^{2}\!\,}. Kadar je masa zelo velika, kot na primer pri makroskopskem telesu, nedoločenosti in z njimi kvantni učinek postanejo zanemarljivo majhne, pri čemer zakoni klasične fizike veljajo.
V kvantni teoriji polja so polja izpostavljena kvantnim fluktuacijam. Med kvantnimi in toplotnimi fluktuacijami kvantnega polja je moč narediti jasno smiselno razliko, vsaj za prosto polje. Pri interagirajočih poljih renormalizacija močno zaplete zadeve. Za kvantizirano Klein-Gordonovo polje v vakuumskem stanju se lahko izračuna gostota verjetnosti, da se opazi konfiguracija {\displaystyle {\displaystyle \varphi _{t}(x)}\!\,} v času {\displaystyle t\!\,}, z izrazi njene Fourierove transformacije {\displaystyle {\displaystyle {\tilde {\varphi }}_{t}(k)}\!\,}:
{\displaystyle \rho _{0}[\varphi _{t}]=\exp {\left[-{\frac {1}{\hbar }}\int {\frac {d^{3}k}{(2\pi )^{3}}}{\tilde {\varphi }}_{t}^{*}(k){\sqrt {|k|^{2}+m^{2}}}\;{\tilde {\varphi }}_{t}(k)\right]}\!\,.}
Z razliko za klasično Klein-Gordonovo polje pri neničelni temperaturi je Gibbsova gostota verjetnosti, da se opazi konfiguracija {\displaystyle {\displaystyle \varphi _{t}(x)}\!\,} v času {\displaystyle t\!\,}, enaka:
{\displaystyle \rho _{E}[\varphi _{t}]=\exp {[-H[\varphi _{t}]/k_{\mathrm {B} }T]}=\exp {\left[-{\frac {1}{k_{\mathrm {B} }T}}\int {\frac {d^{3}k}{(2\pi )^{3}}}{\tilde {\varphi }}_{t}^{*}(k){\scriptstyle {\frac {1}{2}}}(|k|^{2}+m^{2})\;{\tilde {\varphi }}_{t}(k)\right]}\!\,.}
Amplitudo kvantnih fluktuacij nadzira Planckova konstanta {\displaystyle \hbar \!\,}, podobno kot amplitudo toplotnih fluktuacij nadzira člen {\displaystyle k_{\mathrm {B} }T\!\,}, kjer je {\displaystyle k_{\mathrm {B} }\!\,} Boltzmannova konstanta. Pri tem so naslednje točke tesno povezane:
1. Planckova konstanta ima enote za akcijo (joule-sekunda) namesto enot za energijo (joule),
2. kvantno jedro je {\displaystyle {\sqrt {|k|^{2}+m^{2}}}\!\,} namesto {\displaystyle {\scriptstyle {\frac {1}{2}}}(|k|^{2}+m^{2})\!\,} (kvantno jedro je nekrajevno iz zornega kota klasičnega toplotnega jedra, vendar je krajevno v smislu, da ne dovoljuje prenosa signalov
3. kvantno vakuumsko stanje je Lorentzeva invariantnost (čeprav to zgoraj ni očitno), klasično toplotno stanje pa ni (klasična dinamika je Lorentzeva invariantnost, Gibbsova gostota verjetnosti pa kot začetni pogoj ni Lorentzeva invariantnost).

Lahko se skonstruira klasično zvezno naključno polje z enako gostoto verjetnosti kot kvantno vakuumsko stanje, tako da je načeloma glavna razlika od teorije kvantnega polja teorija merjenja (meritev v kvantni mehaniki je različna od meritve za klasično zvezno naključno polje v smislu, da so klasične meritve vedno medsebojno primerljive – v kvantnomehanskem smislu pa vedno komutirajo). Kvantni vplivi, ki so posledice le kvantnih fluktuacij in ne od finosti meritvene nezdružljivosti, so lahko alternativno modeli klasičnih zveznih naključnih polj.
V 1930-ih je Ernst Pascual Jordan vedel, da ima lahko zvezda ničelno energijo, ker je njena energija snovi pozitivna, njena gravitacijska energija pa negativna, tako da se med seboj izničita. To ga je vodilo do razmišljanja kaj bi preprečilo kvantnemu prehodu za nastanek nove zvezde. To zamisel je dobil, ker je poskušal ugotoviti od kod bi se vzela snov, če bi obstajalo vedno prisotno vesolje.
Decembra 1973 je britanska znanstvena revija Nature objavila članek mladega ameriškega fizika Edwarda Polka Tyrona z naslovom »Is the Universe a Vacuum Fluctuation?« V članku je Tryon dejal, da mogoče krajevno vesolje izvira od kvantne fluktuacije vakuuma in da je kot celota dolgoživeči virtualni delec. Zamisli, da krajevno vesolje izhaja iz kvantne fluktuacije ali kvantnega procesa, niso jemali resno do pojavitve teorije inflacije. Ta je lahko pojasnila kako se je krajevno vesolje lahko napihnilo iz drobnega delca.

## Interpretacije
Uspeh teorij kvantnih fluktuacij je dal način za metafizične interpretacije narave stvarnosti in njihovo možno vlogo za izvor in zgradbo Vesolja:
- fluktuacije so manifestacije svojstvene nedoločenosti na kvantnem nivoju.[7]
- fluktuacije polj v vsakem elementu prostora-časa krajevnega vesolja so lahko povezane skozi vesolje z mezoskopsko kvantno prepletenostjo.

- da osnovni delci izhajajo iz svojih kvantnih polj, je vedno neizogibni predmet te stvarnosti in je zato opisljiv s pripadajočo valovno funkcijo.
- valovna funkcija kvantnega delca predstavlja stvarnost svojstvenih kvantnih fluktuacij v jedru vesolja in podeljuje delcu njegovo protiintuitivno kvantno obnašanje.
- v poskusu z dvema režama vsak delec izvede nepredvideno izbiro med dvema alternativnima možnostima kar je v skladu z interferenčnim vzorcem s pripadajajočimi fluktuacijami osnovnega kvantnega polja, ki omogoča, da ga tako tvori elektron.
- takšno osnovno nespremenljivo kvantno polje, po katerem so kvantne fluktuacije povezane s splošnim merilom, lahko pojasni nekrajevnost kvantne prepletenosti kot naravni proces.